# D=Out
D=Out (ダウト Dauto?) este o formație japoneză de visual kei formată în anul 2006.

## Membri
- Kouki -Voce
- Ibuki-Chitară
- Hikaru -Chitară
- Reika-Chitară bas